# Chính trị Đức

Chính trị Đức

Đức là một nước cộng hòa nghị viện, dân chủ tự do, liên bang, nơi quyền lực lập pháp liên bang được trao cho Bundestag (quốc hội Đức) và Bundesrat (cơ quan đại diện của Länder, các quốc gia khu vực của Đức).
Hệ thống đa đảng, từ năm 1949, đã bị chi phối bởi Liên minh Dân chủ Cơ đốc giáo (CDU) và Đảng Dân chủ Xã hội Đức (SPD). Tư pháp của Đức độc lập với hành pháp và lập pháp, trong khi thông thường các thành viên hàng đầu của hành pháp cũng là thành viên của cơ quan lập pháp. Hệ thống chính trị được quy định trong hiến pháp năm 1949, Grundgesetz (Luật cơ bản), vẫn có hiệu lực với những sửa đổi nhỏ sau khi thống nhất nước Đức năm 1990.
Hiến pháp nhấn mạnh việc bảo vệ quyền tự do cá nhân trong một danh mục rộng rãi về quyền con người và quyền công dân và phân chia quyền lực giữa cấp liên bang và cấp bang và giữa các ngành lập pháp, hành pháp và tư pháp.
Tây Đức là một thành viên sáng lập của Cộng đồng châu Âu vào năm 1958, trở thành EU vào năm 1993. Nó là một phần của Khu vực Schengen, và là thành viên của khu vực đồng euro kể từ năm 1999. Quốc gia này là thành viên của Liên hợp quốc, NATO, G7, G20 và OECD.